# Paquetazo

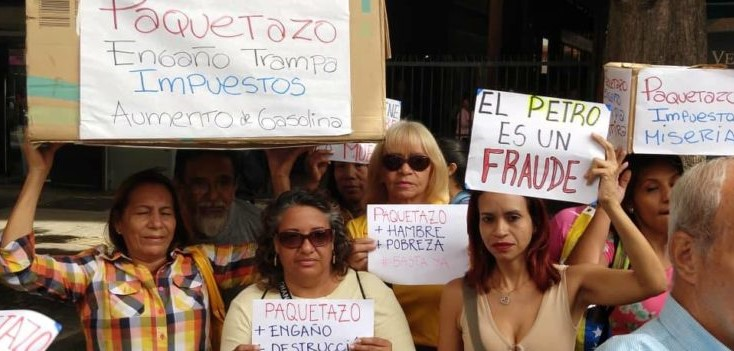
Protesta en contra de las medidas del gobierno venezolano para enfrentar la crisis económica.

«Paquetazo» es un término utilizado para describir un conjunto (o «paquete») de medidas gubernamentales implementadas de manera simultánea o en un corto periodo de tiempo, principalmente en el ámbito económico. Estas medidas suelen incluir aumentos en impuestos, ajustes en los precios de bienes y servicios esenciales, la eliminación o reducción de subsidios, y reformas laborales o fiscales. Aunque su uso está más asociado a políticas económicas, el concepto también puede abarcar reformas estructurales en otros ámbitos, como cambios políticos, sociales o administrativos que generan un impacto significativo.
El término ganó popularidad en América Latina durante las décadas de 1980 y 1990, en un período caracterizado por crisis económicas y la implementación de políticas de ajuste estructural recomendadas o exigidas por organismos internacionales como el Fondo Monetario Internacional o el Banco Mundial. Estas medidas buscaban abordar problemas como altos niveles de deuda externa, inflación descontrolada, déficits fiscales y bajo crecimiento económico. Sin embargo, con frecuencia eran percibidas como impuestas desde el exterior y diseñadas sin considerar las realidades sociales y económicas locales, lo que generaba amplio descontento social.
Los «paquetazos» suelen tener consecuencias inmediatas y de gran alcance, afectando especialmente a los sectores más vulnerables. Entre los impactos más comunes se encuentran los incrementos en el costo de vida, ya que la eliminación de subsidios y los ajustes en precios básicos erosionan el poder adquisitivo de la población. Además, la reducción de servicios públicos como resultado de los recortes en gasto gubernamental limita el acceso a áreas fundamentales como la educación, la salud y los programas sociales. Estas medidas, por su carácter impopular, tienden a generar conflictos sociales significativos, con protestas masivas, disturbios y episodios de inestabilidad política.
En un uso menos extendido, el término también se emplea para describir situaciones de fraude electoral o una modalidad de estafa.